# 킹스턴 (노퍽섬)

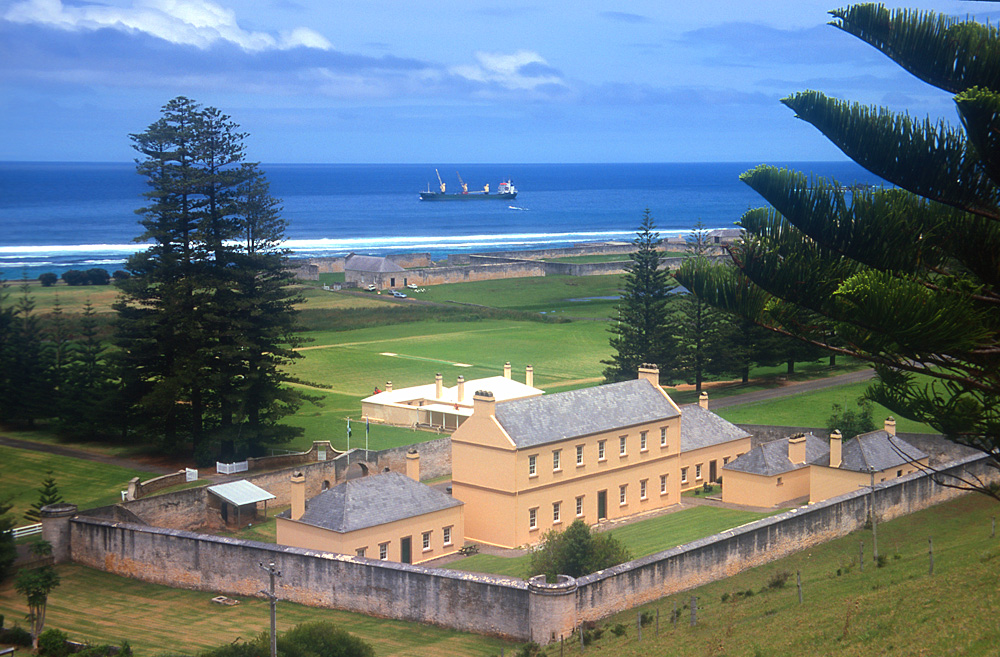
현재 입법 회의 장소로 사용하는 옛 군대 훈련소

킹스턴(Kingston)은 남태평양에 위치한 오스트레일리아령 노퍽섬의 주도이다.